# Türkischer Oregano
Der Türkische Oregano (Origanum onites) ist eine Pflanzenart aus der Gattung der Doste (Origanum) in der Familie der Lippenblütler (Lamiaceae).

## Beschreibung
Der Türkische Oregano ist ein Zwergstrauch, dessen Stängel bis zu 60 cm lang werden, aufrecht wachsen und dicht papillös und rau behaart sind. Die gegenständig angeordneten Laubblätter sind 5 bis 22 mm lang und 4 bis 12 (selten bis 17) mm breit. Sie sind eiförmig bis kreisförmig-eiförmig, am Grund gerundet oder herzförmig, an der Spitze spitz oder kurz zugespitzt. Der Blattrand ist ganzrandig oder entfernt gesägt. Die Blattspreite ist papillös und zottig behaart und drüsig punktiert. Auf der Unterseite stehen die Blattadern etwas hervor. Die unteren Blätter sind gestielt, die restlichen sitzend.
Der Blütenstand besteht aus Ährchen von 4 bis 10 mm Länge, die eiförmig, länglich oder prismaförmig sind. Sie sind sehr dicht und bilden am Ende der Stängel eine dichte Schirmrispe mit einem Durchmesser von 2 bis 8 (selten bis 10) cm. Die Tragblätter sind 3 bis 3,5 mm lang und stehen leicht über den Kelch hinaus. Die unteren Tragblätter sind eiförmig und spitz, die oberen sind kreisförmig-eiförmig, stumpf und kurz flaumig behaart. Der Kelch ist eiförmig-spatelförmig, 2,75 bis 3 mm lang, einlippig und weist auf einer Seite einen tiefen Schlitz auf. Er ist ganzrandig oder mit drei winzigen Zähnen besetzt, nahezu unbehaart, drüsig punktiert und bewimpert. Die Krone ist 4 bis 5,5 mm lang und weiß.
Die Früchte sind länglich-eiförmige Nüsschen mit einer Länge von etwa 1 mm.
Die Chromosomenzahl beträgt 2n = 30.

## Vorkommen
Der Türkische Oregano ist in der Mittelmeerregion verbreitet und ist auf Kreta, in Griechenland, in der Ägäis, in der Türkei, im ehemaligen Jugoslawien, auf Sizilien und möglicherweise auch in Spanien zu finden. Als Wuchsorte bevorzugt er Trockengebüsche, offene Böschungen, Felsen und Brachland.